# Olešná (okres Rakovník)
Olešná (Duits: Woleschna) is een Tsjechische gemeente in de regio Midden-Bohemen en maakt deel uit van het district Rakovník. Het dorp ligt op 4 km afstand van de stad Rakovník.
Olešná telt 614 inwoners.

## Geschiedenis
De eerste schriftelijke vermelding van Olešná dateert van 1352.
Sinds 2003 is Olešná een zelfstandige gemeente binnen het Rakovníkdistrict.

## Verkeer en vervoer

### Autowegen
Het dorp wordt ontsloten door een regionale weg.

### Spoorlijnen
Olešná wordt doorkruist door spoorlijn 125 (Lužná -) Krupá - Kolešovice. De lijn is een enkelsporige regionale lijn waarop het vervoer in 1883 begon. Station Olešná u Rakovníka ligt 2 km buiten het dorp. Sinds december 2006 is er geen regulier treinverkeer meer op de lijn.

### Buslijnen
In het dorp halteren buslijnen met de volgende bestemmingen: Kolešov, Mutějovice, Podbořany en Rakovník. De lijnen worden geëxploiteerd door Transdev Střední Čechy.

## Bezienswaardigheden
- Het kasteel van Olešná, in 1507 gesticht en rond 1776 graaf Jan Štěpán Meraviglia Grivelli herbouwd in late barokstijl;[2]
- De Sint-Maartenkerk;
- Mariazuil met het kindeke Jezus aan de noordwestkant van het dorp.

## Galerij

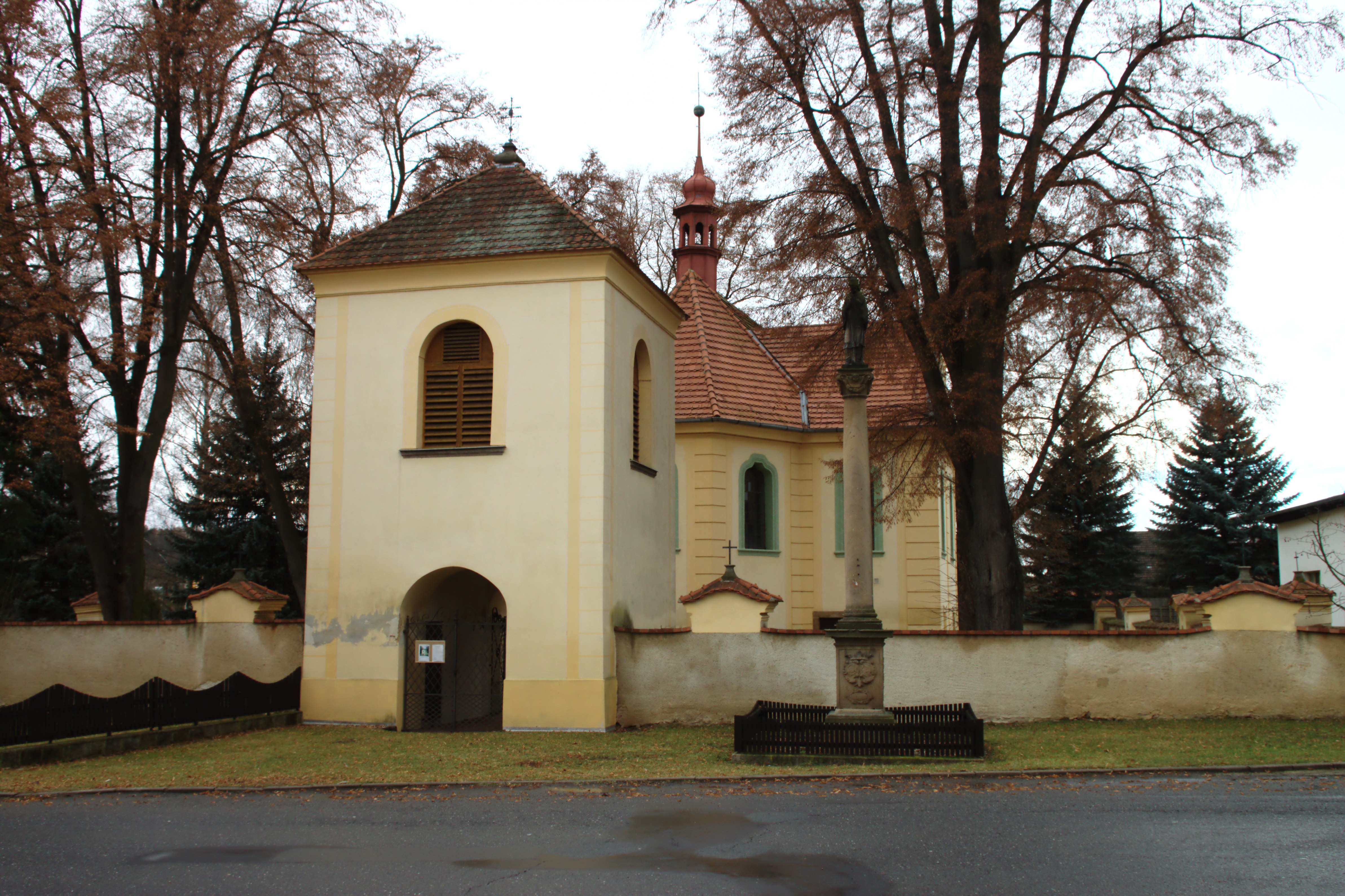
Sint-Maartenkerk
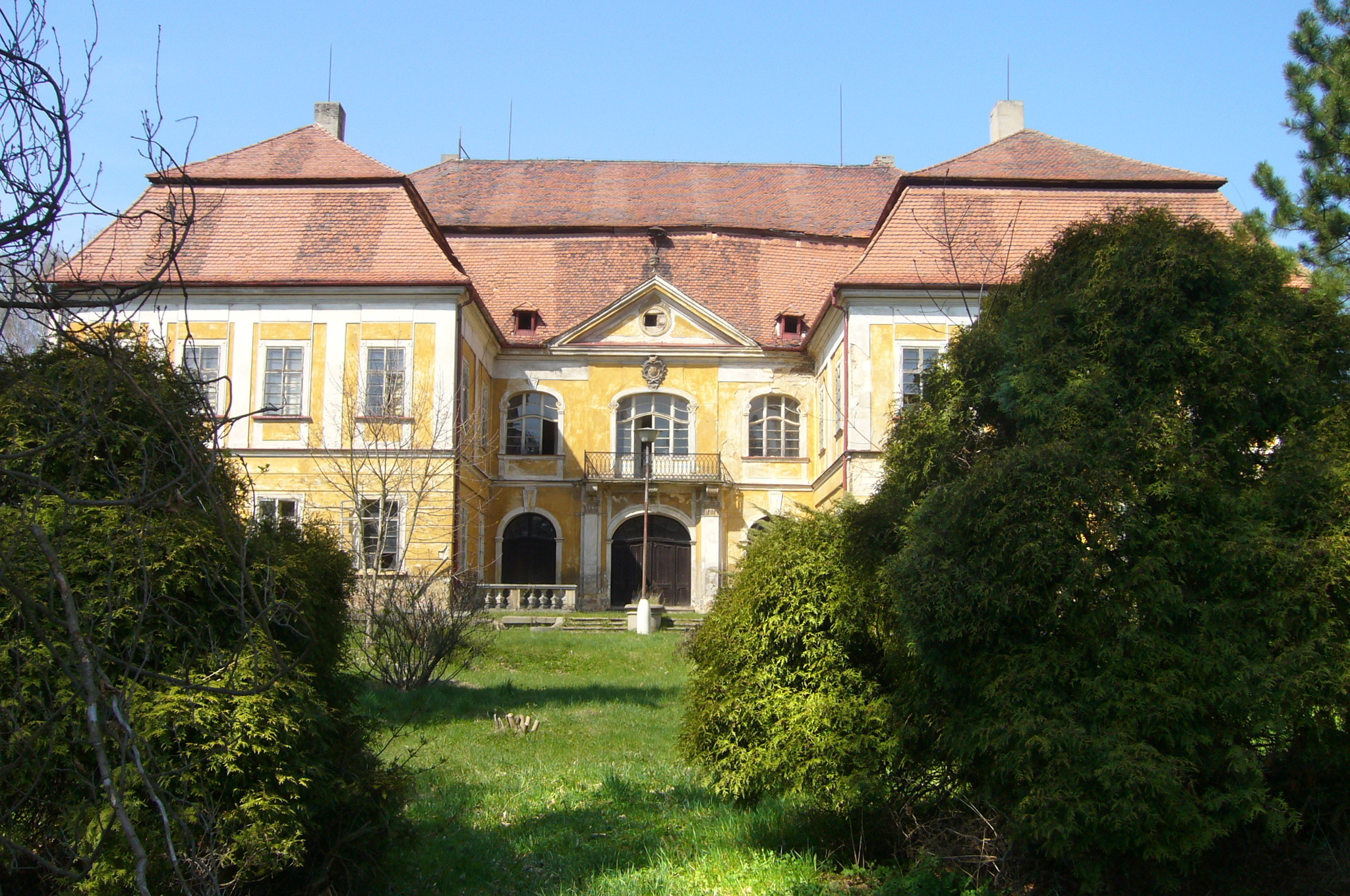
Kasteel van Olešná
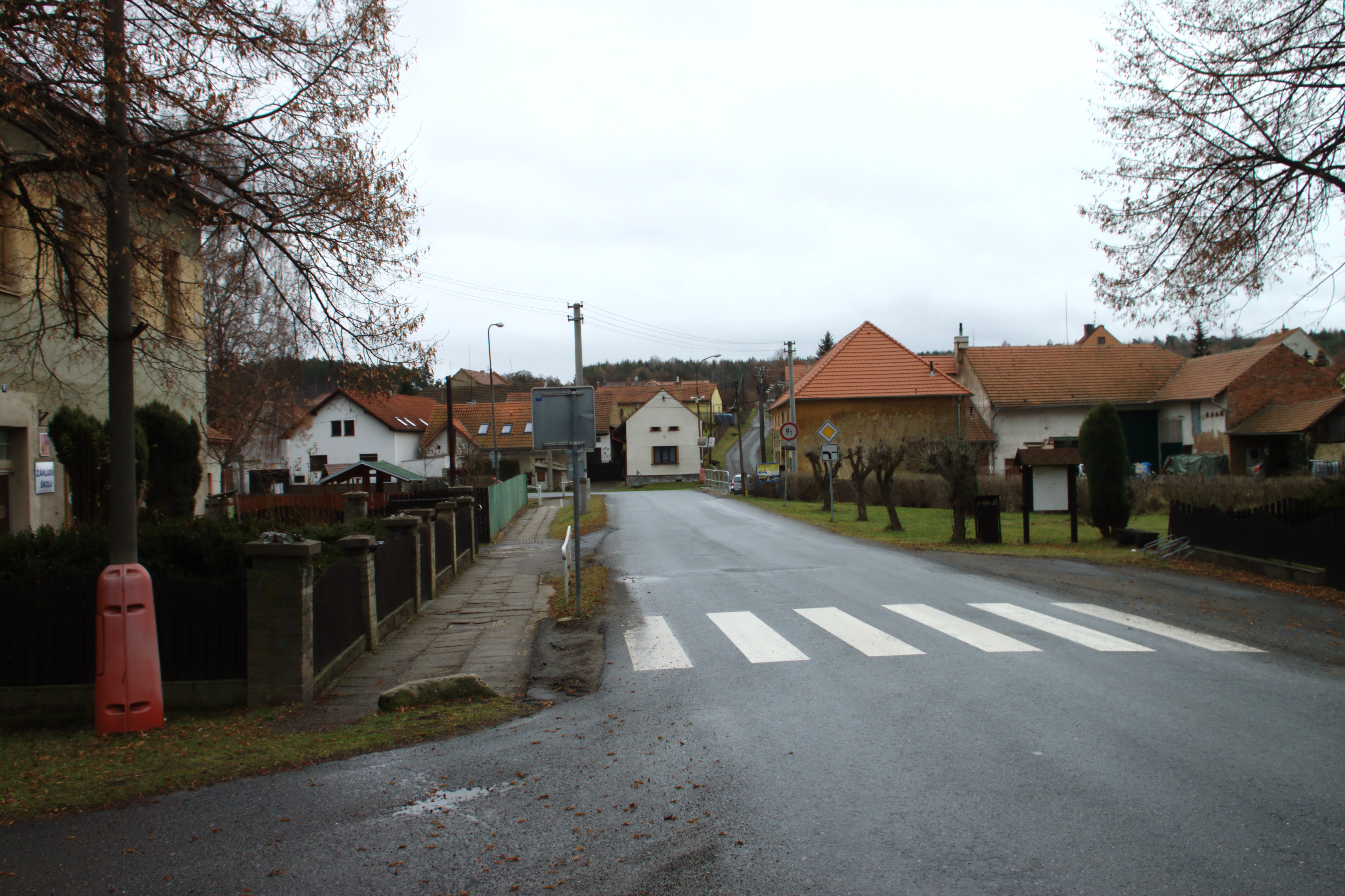
Bij het dorpsplein